# 孟必光
孟必光（1958年10月—），傣族，云南省梁河县人，中华人民共和国政治人物，云南农业大学农业经济管理专业在职研究生学历。曾任畹町市市委书记、市长、瑞丽市市委书记、德宏州州长、州政协主席、第十一届全国人民代表大会云南地区代表，2015年因贪污腐败落马。

## 生平
1977年，孟必光进入德宏州粮食局工作，1983年调至州人大常委会办公室工作，同年9月出任共青团德宏州委书记。1988年11月调任畹町市委常委兼副市长，1993年3月出任畹町市委副书记兼市长，1998年任畹町市委书记兼市长。畹町市撤销后，1999年2月调任瑞丽市委书记兼姐告工委书记，2001年7月起兼任德宏州委常委。2002年11月任州委副书记兼瑞丽市委书记、姐告工委书记，2003年3月出任德宏州人民政府州长，同年6月卸任瑞丽市委书记和姐告工委书记职务。2011年9月16日，德宏州十三届人大常委会第二十七次会议举行，会议接受孟必光辞去德宏州州长职务。随后，孟必光出任德宏州政协党组书记职务。2012年1月13日，德宏州政协第十届委员会第六次会议选举孟必光为州政协主席。2013年2月退休。

### 落马
2015年3月5日，中央纪委监察部网站消息，孟必光涉嫌严重违纪，正接受组织调查。4月2日，云南省人民检察院以涉嫌受贿罪决定逮捕孟必光。4月30日，云南省纪委常委会报省委批准后给予孟必光开除党籍处分。9月9日，孟必光受贿案被云南省人民检察院昆明铁路运输分院向昆明铁路运输中级法院提起公诉。
经查，1999年至2013年期间，孟必光利用担任瑞丽市委书记、德宏州委常委、德宏州人民政府州长的职务便利，在工程建设项目承揽、工程款拨付、水电开发权决定、税收政策优惠、移民安置等方面，为他人谋取利益，非法收受他人财物，数额巨大。
2016年2月5日，昆明铁路运输中级法院作出一审判决，以受贿罪判处孟必光有期徒刑十二年，并处没收财产人民币六十万元。